# Neoporteria pracellans
Neoporteria pracellans là một loài nhện trong họ Amaurobiidae.
Loài này thuộc chi Neoporteria. Neoporteria pracellans được Cândido Firmino de Mello-Leitão miêu tả năm 1943.